# Walter Villa
Walter Villa   (Castelnuovo Rangone, 13 d'agost de 1943 - Mòdena, 18 de juny de 2002) fou un pilot de motociclisme italià que va guanyar quatre campionats del món (tres de 250cc i un de 350cc) a mitjan dècada del 1970. Era conegut pel seu caràcter tranquil quan no pilotava, però agressiu al circuit. Es va morir d'un atac de cor el 2002, a 58 anys.

## Resum biogràfic
Nascut en una petita ciutat situada entre Maranello i Mòdena, a l'Emília-Romanya (és a dir, al cor de la Itàlia dels esports de motor), Walter Villa començà a córrer als tretze anys amb una Moto Morini de 175 cc i va acabar tercer a la seva primera cursa, en què va superar a Giacomo Agostini. Després competí alguna temporada amb les Montesa que havia desenvolupat juntament amb el seu germà gran, Francesco Villa, un antic pilot oficial de Mondial que havia guanyat diversos Campionats d'Itàlia i les 24 Hores de Montjuïc de 1966 entre altres curses importants. Els Villa havien creat dues potents motocicletes de dos temps per a la marca catalana (la 125 de vàlvula rotativa i la 250 bicilíndrica). Més tard, Walter va passar a construir-se ell sol, amb l'ajuda de Francesco, les seves pròpies motocicletes (les futures Moto Villa). Durant la temporada de 1972, Walter Villa pilotà motocicletes Yamaha de 350cc.

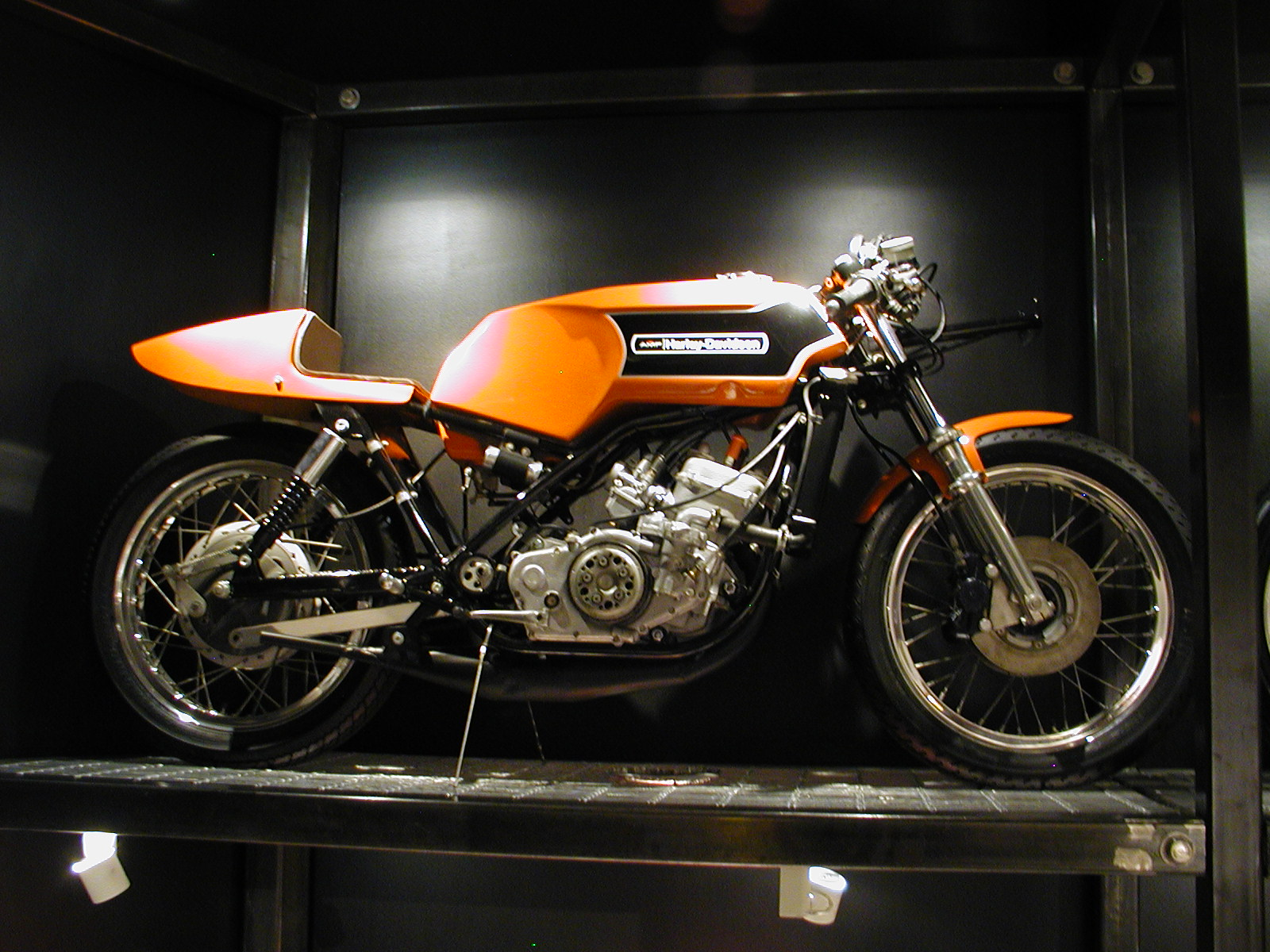
La Harley-Davidson Aermacchi 250 de 1975, un dels models que pilotà

A començaments de la dècada de 1970, Harley-Davidson comprà la italiana Aermacchi, amb fàbrica prop de Milà, per tal de poder disposar de motos de 125cc amb què complementar la tradicional gamma de motors V-twin de gran cilindrada que fabricava als Estats Units. Inicialment, Harley-Davidson va comercialitzar les Aermacchi de motor monocilíndric horitzontal de quatre temps i més tard va començar a desenvolupar els seus propis motors de dos temps. Després de la mort de Renzo Pasolini (el primer desenvolupador de les Aermacchi/Harley-Davidson de competició) a Monza el maig de 1973, la fàbrica italiana fitxà Walter Villa per a liderar la futura entrada de la marca als Grans Premis amb tot el potencial de la matriu americana.
Al llarg de l'hivern de 1973, Aermacchi, sota la direcció del Dr. Sandro Colombo (l'antic creador del motor Colombo d'OSSA), va fer grans progressos en el desenvolupament de les seves motos per tal de fer-les capaces de competir amb les Yamaha. Les Aermacchi varen demostrar ser motos guanyadores i, amb elles, Villa va guanyar tres Campionats del Món de 250cc consecutius els anys 1974, 1975 i 1976 i un de 350cc el 1976. A més a més, també hi guanyà tres del total de vuit Campionats d'Itàlia que va acumular al llarg de la seva carrera.
Un cop retirat de les competicions a finals de la temporada de 1980, Villa va esdevenir un protagonista destacat de les curses de motocicletes històriques de Gran Premi, tot pilotant-ne en exhibicions d'alta velocitat i convertint-se'n en el principal entrenador italià.

## Resultats al Mundial de motociclisme
Barem de puntuació de 1950 a 1968:
| Posició | 1 | 2 | 3 | 4 | 5 | 6 |
| Punts   | 8 | 6 | 4 | 3 | 2 | 1 |

Barem de puntuació de 1969 a 1987:
| Posició | 1  | 2  | 3  | 4 | 5 | 6 | 7 | 8 | 9 | 10 |
| Punts   | 15 | 12 | 10 | 8 | 6 | 5 | 4 | 3 | 2 | 1  |

(Ids. Grans Premis | Llegenda) (Curses en negreta indiquen pole; curses en  itàlica indiquen volta ràpida)
| Any  | Categoria | Equip           | 1      | 2     | 3     | 4     | 5     | 6      | 7     | 8      | 9     | 10    | 11     | 12     | 13    | Punts | Posició | Victòries |
| ---- | --------- | --------------- | ------ | ----- | ----- | ----- | ----- | ------ | ----- | ------ | ----- | ----- | ------ | ------ | ----- | ----- | ------- | --------- |
| 1967 | 125cc     | Montesa         | ESP -  | GER 4 | FRA - | IOM - | DTT - | BEL -  | DDR - | CZE -  | FIN - | ULS - | NAT -  | CAN -  | JPN - | 3     | 15è     | 0         |
| 1969 | 125cc     | Montesa         | ESP 3  |       |       |       |       |        |       |        |       |       |        |        |       | 18    | 11è     | 0         |
| 1969 | 125cc     | Villa           |        | GER - | FRA - | IOM - | DTT - | BEL -  | DDR - | CZE -  | FIN - |       | NAT 4  | YUG -  |       | 18    | 11è     | 0         |
| 1969 | 250cc     | Villa           | ESP -  | GER - | FRA - | IOM - | DTT - | BEL -  | DDR - | CZE -  | FIN - | ULS - | NAT NC | YUG NC |       | 0     | -       | 0         |
| 1970 | 125cc     | Villa           | GER -  | FRA - | YUG - | IOM - | DTT - | BEL 10 | DDR - | CZE -  | FIN - | NAT 6 | ESP -  |        |       | 6     | 29è     | 0         |
| 1972 | 350cc     | Yamaha          | GER -  | FRA - | AUT - | NAT 7 | IOM - | YUG -  | DTT - |        | DDR - | CZE - | SWE -  | FIN -  | ESP - | 4     | 28è     | 0         |
| 1973 | 250cc     | Yamaha          | FRA 10 | AUT 7 | GER 8 |       | IOM - | YUG -  | DTT - | BEL -  | CZE - | SWE - | FIN -  | ESP -  |       | 8     | 26è     | 0         |
| 1973 | 350cc     | Kawasaki        | FRA 6  |       |       |       |       |        |       |        |       |       |        |        |       | 23    | 11è     | 0         |
| 1973 | 350cc     | Yamaha          |        | AUT 2 | GER - |       |       |        |       |        |       |       |        |        |       | 23    | 11è     | 0         |
| 1973 | 350cc     | Benelli         |        |       |       | NAT 5 | IOM - | YUG -  | DTT - |        | CZE - | SWE - | FIN -  | ESP -  |       | 23    | 11è     | 0         |
| 1974 | 250cc     | Harley-Davidson |        | GER - |       | NAT 1 | IOM - | DTT 1  | BEL 6 | SWE 2  | FIN 1 | CZE 1 | YUG -  | ESP -  |       | 77    | 1r      | 4         |
| 1974 | 350cc     | Harley-Davidson | FRA -  | GER - | AUT 6 | NAT 4 | IOM - | DTT 9  | BEL - | SWE -  | FIN - | CZE - |        |        |       | 15    | 16è     | 0         |
| 1975 | 250cc     | Harley-Davidson | FRA -  | ESP 1 |       | GER 1 | NAT 1 | IOM -  | DTT 1 | BEL 3  | SWE 1 | FIN - | CZE -  | YUG -  |       | 85    | 1r      | 5         |
| 1975 | 350cc     | Harley-Davidson | FRA -  | ESP 8 | AUT - | GER - | NAT - | IOM -  | DTT - |        |       | FIN - | CZE -  | YUG -  |       | 3     | 36è     | 0         |
| 1976 | 250cc     | Harley-Davidson | FRA 1  |       | NAT 1 | IOM - | DTT 1 | BEL 1  | SWE - | FIN 1  | CZE 1 | GER 1 | ESP 2  |        |       | 90    | 1r      | 7         |
| 1976 | 350cc     | Harley-Davidson | FRA 1  | AUT 2 | NAT 7 | IOM - | DTT - |        |       | FIN 1  | CZE 1 | GER 1 | ESP 6  |        |       | 76    | 1r      | 4         |
| 1977 | 250cc     | Harley-Davidson | VEN 1  | GER - | NAT - | ESP - | FRA - | YUG -  | DTT 4 | BEL 1  | SWE - | FIN 1 | CZE 2  | GBR 9  |       | 67    | 3r      | 3         |
| 1977 | 350cc     | Harley-Davidson | VEN -  | GER 7 | NAT 7 | ESP - | FRA - | YUG -  | DTT 8 |        | SWE - | FIN 8 | CZE -  | GBR -  |       | 14    | 18è     | 0         |
| 1978 | 250cc     | Harley-Davidson | VEN -  | ESP - | FRA - | NAT - | DTT - | BEL 3  | SWE - | FIN -  | GBR - | GER - | CZE 8  | YUG -  |       | 13    | 16è     | 0         |
| 1979 | 250cc     | Yamaha          | VEN 1  |       | GER - | NAT 4 | ESP 5 | YUG -  | DTT 9 | BEL -  | SWE - | FIN 5 | GBR -  | CZE 9  | FRA - | 39    | 7è      | 1         |
| 1979 | 350cc     | Yamaha          | VEN 2  | AUT 5 | GER - | NAT - | ESP - | YUG -  | DTT 3 |        |       | FIN - | GBR -  | CZE -  | FRA 3 | 38    | 7è      | 0         |
| 1980 | 250cc     | Yamaha          | NAT -  | ESP - | FRA - | YUG 9 | DTT - | BEL -  | FIN - | GBR -  | CZE 9 | GER - |        |        |       | 4     | 29è     | 0         |
| 1980 | 350cc     | Yamaha          | NAT 3  |       | FRA 6 |       | DTT - |        |       | GBR 10 | CZE - | GER - |        |        |       | 16    | 9è      | 0         |